# Dansiea grandiflora
Dansiea grandiflora là một loài thực vật có hoa trong họ Trâm bầu. Loài này được Pedley mô tả khoa học đầu tiên năm 1990.